# المرسى (الصحراء الغربية)
المرسى (الصحراء مغربية)
المرسى مدينة مغربية تقع في الجنوب الغربي للمدينة العيون و شمال قرية الصيد تارومة بإقليم العيون  تطل مدينة المرسى (البلايا) على المحيط الاطلسي و تقدر الواجهة البحرية التابعة للمجال الجضري ب 10كلم معضم المساحة التي تحد المدينة هي تابعة للمجال القروي للفم الواد و هو ما يجعل المسافة بين مدينة العيون و المرسى تبدو بعيدة لضرورة فك العزلة عن الجماعات المحادية  تضم 28.229 ساكنا (2024) معضم السكان هم من القبائل الصحراوية و المدنين . وهي من أهم الموانئ المغربية المخصصة للصيد البحري. بحيث تفرغ فيها أغلب كميات الأسماك المصطادة بشواطئ الصحراء من سردين واسماك بيضاء وغيرها و تقدر قيمة المفرغات من الاسماك باكثر من 2مليار درهم . تعتبر البلايا عاصمة المنتوجات البحرية بحيث تتواجد اكثر من 35 وحدة لتصبير السمك و صناعة دقيق و زيت السمك . كما يعرف ميناء المرسى نشاطا معدنيا مهما وذلك بتصدير الفوسفاط انطلاقا من منجم بوكراع وكذلك تصدير الرمال وستشهد المدينة مجموعة من التطورات في هذا المجال . سيتم افتتاح 